# Mr Gay World 2014
Mr Gay World 2014 là cuộc thi Mr Gay World lần thứ 6 được tổ chức tại Roma, Ý vào ngày 31 tháng 8 năm 2014. Chris Olwage đến từ New Zealand trao vương miện cho người kế nhiệm là Stuart Hatton đến từ Anh Quốc.

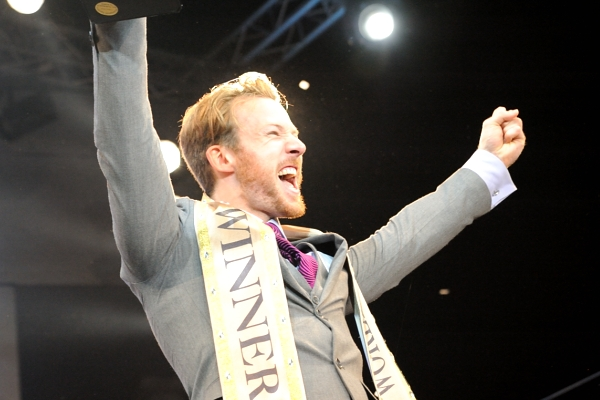
Stuart Hatton Jr giành được danh hiệu Mr Gay World 2014.

## Kết quả
| Hạng              | Thí sinh |
| ----------------- | --- |
| Mr Gay World 2014 | - Anh Quốc — Stuart Hatton |
| Á vương 1         | - Síp — Kiriakos Spanos |
| Á vương 2         | - Ireland — Robbie Lawlor |
| Á vương 3         | - Venezuela — Luis Vento |
| Á vương 4         | - Hồng Kông — Bridge Hudson |
| Top 10            | - Ấn Độ — Sushant Divgikar - Iceland — Troy Michael Johnson - Nam Phi — Wernel De Waal - Philippines — Randolph Val Palma - Tây Ban Nha — Edgar Moreno |

### Giải thưởng đặc biệt
| Giải thưởng                | Thí sinh                         |
| -------------------------- | -------------------------------- |
| DNA Cover Model            | - Phần Lan — Peter Linden        |
| Mr Photogenic Challenge    | - Tây Ban Nha — Edgar Moreno     |
| Mr Cooking                 | - Đức — Fabrice Gayakpa          |
| Mr Communication Challenge | - Hồng Kông — Bridge Hudson      |
| Mr Art                     | - Ấn Độ — Sushant Divgikar       |
| Mr Congeniality            | - Ấn Độ — Sushant Divgikar       |
| Mr Sports                  | - Iceland — Troy Michael Jónsson |
| One-Minute Challenge       | - Anh Quốc — Stuart Hatton Jr    |
| People's Choice            | - Ấn Độ — Sushant Divgikar       |
| Swimwear                   | - Síp — Kiriakos Spanos          |
| National Costume           | - Tây Ban Nha — Edgar Moreno     |
| Written Test               | - Canada — Christepher Wee       |
| Formal Wear                | - Anh Quốc — Stuart Hatton Jr    |

## Các thí sinh
23 thí sinh dự thi. 2 thí sinh New Zealand, Úc và một công ty tài trợ chăm sóc da đều rút khỏi cuộc thi với lý do 'bắt nạt, điều kiện sống tồi tàn và áp lực không phù hợp khi phải quan hệ với các thí sinh khác'. Mr Gay World trả lời rằng 2 thí sinh bị loại vì lạm dụng rượu và vi phạm nội quy.
| Quốc gia/vùng lãnh thổ | Thí sinh                      | Tuổi | T.k.   |
| ---------------------- | ----------------------------- | ---- | ------ |
| Anh Quốc               | Stuart Hatton Jr              | 29   | [ 9 ]  |
| Áo                     | Klaus Burkart                 | 21   |        |
| Ấn Độ                  | Sushant Divgikar              | 24   | [ 10 ] |
| Bắc Ireland            | Nick Flanagan                 | 22   |        |
| Bỉ                     | Willem Joris                  | 28   | [ 11 ] |
| Campuchia              | Chetra Chan Hun               | 25   |        |
| Canada                 | Christepher Wee               |      | [ 12 ] |
| Costa Rica             | Javier Alfaro                 | 34   |        |
| Đan Mạch               | Christian-Sebastian Lauritsen | 24   | [ 13 ] |
| Đức                    | Fabrice Gayakpa               | 26   |        |
| Hồng Kông              | Bridge Hudson                 | 30   |        |
| Iceland                | Troy Michael Jónsson          | 27   | [ 14 ] |
| Indonesia              | Arozak Salam                  | 26   |        |
| Ireland                | Robbie Lawlor                 | 23   |        |
| México                 | Pedro Cervantes               | 26   | [ 15 ] |
| Nam Phi                | Werner de Waal                | 26   | [ 16 ] |
| New Zealand            | Troy Williams                 | 33   | [ 17 ] |
| Pháp                   | Jordan Joly                   | 22   |        |
| Phần Lan               | Peter Linden                  | 29   | [ 18 ] |
| Philippines            | Randolph Val                  | 30   |        |
| Síp                    | Kiriakos Spanos               | 26   |        |
| Tây Ban Nha            | Edgar Moreno                  | 33   | [ 19 ] |
| Úc                     | Christopher Glebatsas         | 35   | [ 20 ] |
| Venezuela              | Luis Vento                    | 33   | [ 21 ] |
| Ý                      | Nicola La Triglia             | 23   | [ 22 ] |